# Gaston Darboux

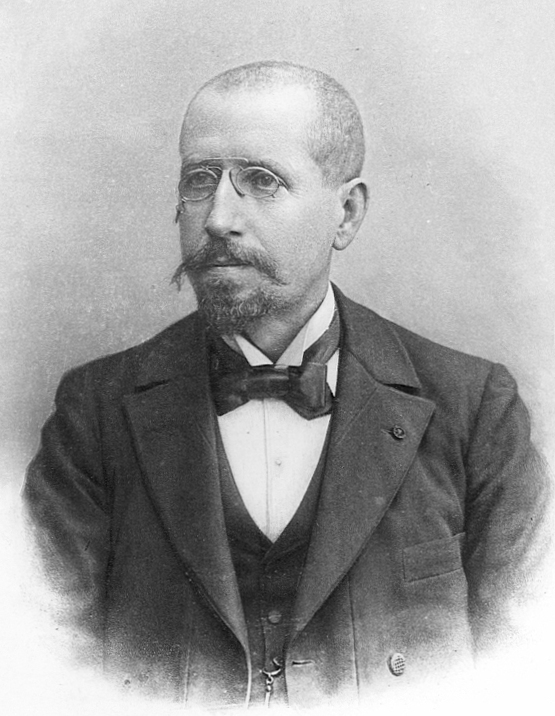
Gaston Darboux

Jean Gaston Darboux, genannt Gaston Darboux, (* 14. August 1842 in Nîmes/Languedoc; † 23. Februar 1917 in Paris) war ein französischer Mathematiker.

## Leben
Darboux besuchte die Schule in Nimes und das Lyzeum in Montpellier, studierte ab 1861 an der École polytechnique und dann an der École normale supérieure in Paris, an der er 1866 bei Michel Chasles promoviert wurde (Sur les surfaces orthogonales). Er war einer der besten Studenten, die jemals diese Eliteschulen besuchten, und es war für viele eine Überraschung, dass er sich für die Mathematik entschied. 1873 wurde Darboux Professor an der Sorbonne und assistierte Joseph Liouville.
Darboux trug wesentlich zur Entwicklung der Differentialgeometrie seiner Zeit bei und schrieb darüber ein dreibändiges Standardwerk. Er wandte die Methoden der Analysis auf Kurven und Oberflächen an (Darboux-Summen). Sein Darboux-Integral lieferte eine neue Sichtweise auf das Riemann-Integral. Auch zur Theorie der analytischen Funktionen trug er bei.
Der Darboux-Vektor beschreibt in der Differentialgeometrie die Winkelgeschwindigkeit des begleitenden Dreibeins einer Raumkurve.
Er wird bei Kurven folgendermaßen berechnet: {\displaystyle {\boldsymbol {\omega }}=\tau \mathbf {T} +\kappa \mathbf {B} }. Die in dieser Formel vorkommenden Skalare bedeuten Windung (Torsion, {\displaystyle \tau }) und Krümmung ({\displaystyle \kappa }), und die (Einheits-)Vektoren bedeuten Tangente (T) und Binormale (B) (siehe Frenetsche Formeln). Die Krümmung gibt die Winkelgeschwindigkeit um {\displaystyle \mathbf {B} } an und die Torson um {\displaystyle \mathbf {T} }. Es gilt: {\displaystyle {\frac {d}{ds}}\mathbf {B} ={\boldsymbol {\omega }}\times \mathbf {B} } und analog für {\displaystyle \mathbf {T} } und {\displaystyle \mathbf {N} } (den Normalenvektor).
Darboux war Mitherausgeber der Werke von Jean Baptiste Joseph Fourier und Joseph-Louis Lagrange.

## Ehrungen
Seit 1878 war er Ehrenmitglied der London Mathematical Society. 1884 wurde er Mitglied der Académie des sciences in Paris. 1902 wurde Darboux als Foreign Member in die Royal Society aufgenommen, die ihm 1916 die Sylvester-Medaille verlieh. Ab 1902 war er auch gewähltes Mitglied der American Philosophical Society sowie Ehrenmitglied (Honorary Fellow) der Royal Society of Edinburgh. 1908 hielt er einen Plenarvortrag auf dem Internationalen Mathematikerkongress in Rom (Les origines, les méthodes et les problèmes de la géométrie infinitésimale). Ebenfalls im Jahr 1908 wurde er zum Mitglied der Gelehrtenakademie Leopoldina gewählt. Seit 1895 war er korrespondierendes Mitglied der Russischen Akademie der Wissenschaften in Sankt Petersburg, seit 1897 der Preußischen und seit 1899 der Bayerischen Akademie der Wissenschaften. Die Königlich Niederländische Akademie der Wissenschaften nahm ihn 1901 als auswärtiges Mitglied auf. Die Académie royale des Sciences, des Lettres et des Beaux-Arts de Belgique wählte ihn 1906 zum assoziierten Mitglied. 1878 war er Präsident der Société Mathématique de France. Die Darboux-Insel in der Antarktis trägt seinen Namen. 1913 wurde Darboux in die National Academy of Sciences gewählt.

## Werke
- Leçons sur la théorie des surfaces. 4 Bände. Gauthier-Villars, Paris 1887 bis 1893. (Digitalisat Band 1), (Band 2), (Band 3), (Band 4)
- Cours de géometrie de la Faculté des sciences. 3 Bände. Gabay, Paris 1887, 1888, 1910. (Digitalisat Band 1), (Band 2), (Band 3)